# Dinocerats
Els dinocerats (Dinocerata, banyes terribles) són un ordre de mamífers herbívors extints.

## Classificació
- Laurasiatheria
  - Ungulatomorpha?
  - Ordre Dinocerata
    - Família Uintatheriidae
      - Subfamília Gobiatheriinae
        - Gobiatherium

      - Subfamília Uintatheriinae
        - Bathyopsis
        - Eobasileus
        - Tetheopsis
        - Uintatherium

    - Família Prodinoceratidae
      - Probathyopsis
      - Prodinoceras